# Elisabeth Jerichau-Baumann
Anna Maria Elisabeth Lisinska Jerichau-Baumann (Varsòvia 21 de novembre de 1819 – Copenhaguen 11 de juliol de 1881) va ser una pintora polonesa-danesa. La seva obra més coneguda és Mare Dinamarca, de 1851.

## Vida i obra
Va néixer a Polònia, però va marxar del país als 19 anys. Després de passar una temporada a Alemanya, on va estudiar a l'Acadèmia d'Arts de Düsseldorf, es va instal·lar a Roma en 1845. Allí va conèixer a l'escultor danès Jens Adolf Jerichau, amb qui es va casar en 1846. Van tornar al seu país tres anys després.
Jerichau-Baumann va ser una retratista prolífica. El retrat de Johanne Louise Heiberg, de 1852, i l'oli històric Un guerrer danès ferit, de 1865, es troben a la Galeria Nacional de Dinamarca. Després de viatjar per l'Àfrica del Nord i Turquia també va pintar diverses peces orientalistes de dones i harems.
Va ser poc reconeguda a Dinamarca, i de fet la seva fama va ser major a l'estranger, amb exposicions en diferents ciutats europees. En Memòries de la meva joventut, de 1874, i en Imatges variades de viatges (1881), explica la seva vida com a dona i artista.